# Titabé
Titabé ist sowohl eine Gemeinde (französisch commune rurale) als auch ein dasselbe Gebiet umfassendes Departement im westafrikanischen Staat Burkina Faso in der Region Sahel und der Provinz Yagha. Die Gemeinde hat 19.910 Einwohner.